# Dan Pușcaș
Dan Pușcaș (Dubăsari, 1 de junio de 2001) es un futbolista moldavo que juega en la demarcación de centrocampista para el FC Petrocub Hîncești de la Superliga de Moldavia.

## Selección nacional
Tras jugar con las categorías inferiores de la selección, finalmente el 10 de septiembre de 2024 hizo su debut con la selección de Moldavia en un partido de la Liga de Naciones de la UEFA 2024-25 contra San Marino que finalizó con un resultado de 1-0 a favor del combinado moldavo tras el gol de Vadim Raţă.

## Clubes
| Club                    | País     | Año       | Partidos | Goles |
| ----------------------- | -------- | --------- | -------- | ----- |
| FC Dinamo-Auto Tiraspol | Moldavia | 2020-2021 | 43       | 5     |
| FC Sfîntul Gheorghe     | Moldavia | 2022-2023 | 33       | 1     |
| FC Petrocub Hîncești    | Moldavia | 2023-     | 40       | 5     |

## Palmarés

### Títulos nacionales
| Título                | Club                    | País     | Año  |
| --------------------- | ----------------------- | -------- | ---- |
| Superliga de Moldavia | F. C. Petrocub Hîncești | Moldavia | 2024 |
| Copa de Moldavia      | F. C. Petrocub Hîncești | Moldavia | 2024 |